# Ewa Wolak
Ewa Wanda Wolak (* 1. Juni 1960 in Breslau als Ewa Wanda Błaszkiewicz) ist eine polnische Politikerin (AWS, PO). Sie gehörte von 2005 bis 2015 dem Sejm in der V. VI. und VII. Wahlperiode an.

## Leben und Beruf
Aufgewachsen ist Ewa Wolak im Breslauer Stadtteil Psie Pole (Hundsfeld). Sie studierte an der Universität Breslau und schloss diese mit einem Magister in Geologie ab. Später schloss sie Aufbaustudiengänge in Pädagogik, Physik, Chemie und Mathematik ab. Nach ihrem Studium arbeitet sie als Lehrerin, zuerst in der Grundschule Nr. 8, danach in der Mittelschule Nr. 2. Ab 2001 war sie Beraterin im Breslauer Zentrum zur Verbesserung der Lehrer (Centrum Doskonalenia Nauczycieli).
Ewa Wolak ist verheiratet und hat zwei Söhne.

## Politik
1998 bis 2005 war sie im Rat der Stadt Breslau, zuerst als Vertreterin der Akcja Wyborcza Solidarność (AWS), ab 2004 als Vertreterin der Platforma Obywatelska (PO). Bei der Sejmwahl 2001 kandidierte sie für die AWS, die jedoch an der 8-%-Sperrklausel für Wahlbündnisse scheiterte. 2004 wurde sie Mitglied der Platforma Obywatelska und trat bei der Parlamentswahl 2005 im Wahlkreis 3 Breslau an. Mit 3.465 Stimmen konnte Ewa Wolak ein Mandat für den Sejm erlangen. Bei den vorgezogenen Parlamentswahlen 2007 trat sie wiederum im Wahlkreis 3 Breslau an und zog mit 7.686 Stimmen erneut in das Parlament ein. Seit 2005 arbeitete Wolak in der Kommission für Bildung, Lehre und Jugend mit. 2005 bis zur Wahl 2007 war sie weiterhin in der Kommission für Arbeit tätig, seit 2007 war sie in der Kommission für Umweltschutz, Naturressourcen und Forstwirtschaft tätig. Auch 2011 wurde sie in Breslau in das Parlament gewählt. Hingegen verpasste sie 2015 die Wiederwahl. Bei den Selbstverwaltungswahlen 2018 und 2024 wurde sie jeweils für die PO in den Stadtrat von Breslau gewählt.